# Ufficio europeo dei brevetti

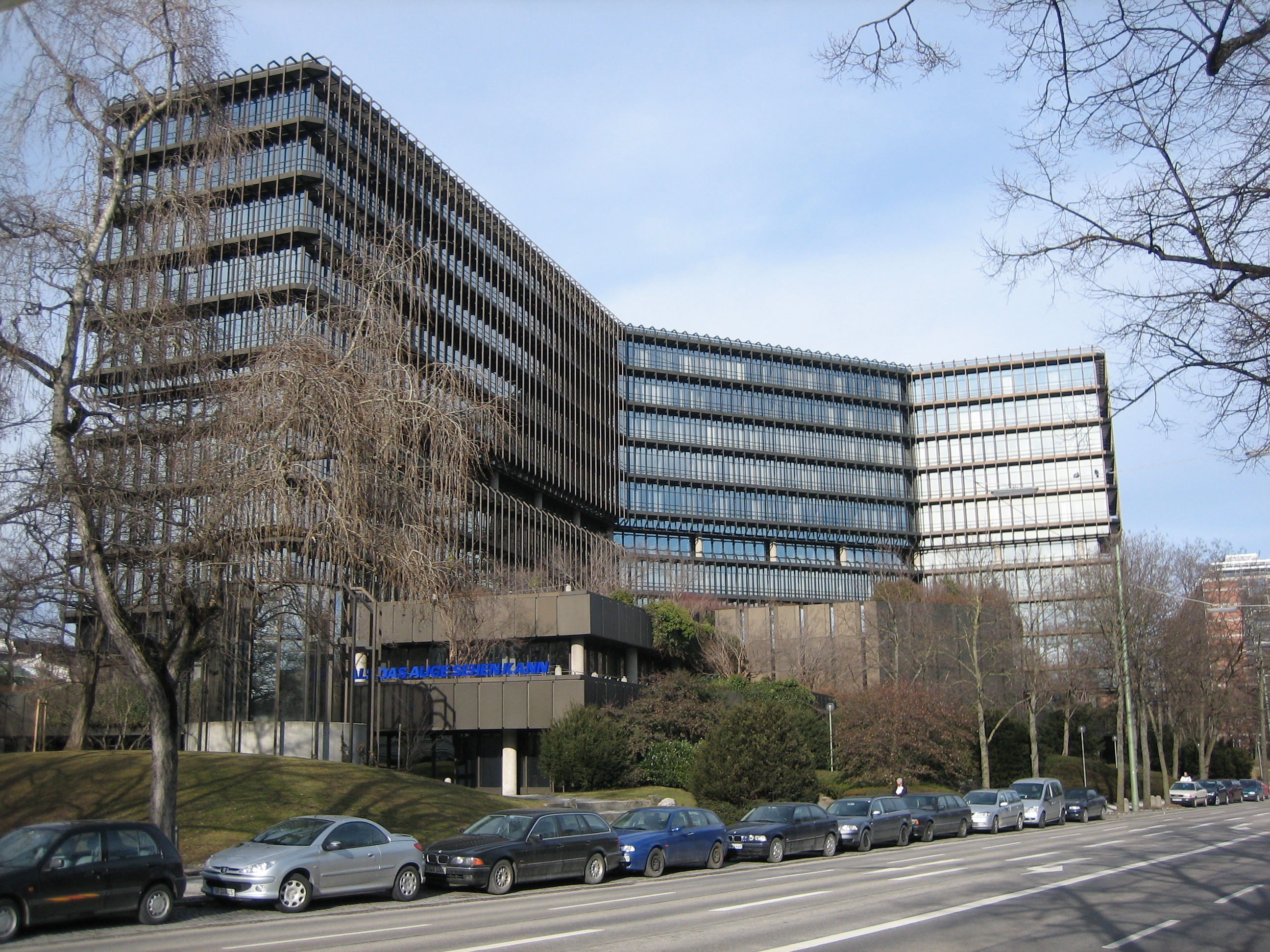
La sede dell'EPO a Monaco di Baviera

L'Ufficio europeo dei brevetti è, assieme al Consiglio di amministrazione, uno dei due organi dell'Organizzazione europea dei brevetti. Esso ha il compito di concedere i brevetti europei, sotto la supervisione del Consiglio di amministrazione. L'Ufficio europeo dei brevetti ha sede a Monaco di Baviera, ha un dipartimento a Rijswijk, cittadina satellite de L'Aia, e uffici a Berlino e Vienna.
Si tratta di un'organizzazione intergovernativa instaurata il 7 ottobre 1977 sulla base dell'Convenzione di Monaco sul brevetto europeo firmata a Monaco di Baviera nel 1973.

## Storia
Alla conferenza di Monaco del 1973, 16 dei 20 stati partecipanti firmarono la Convenzione di Monaco sul brevetto europeo.
Dalla fine del 1977 l'Ufficio europeo dei brevetti iniziò il proprio lavoro.
Dal 1º giugno 1978 sono state rilasciate le prime "protezioni di brevetti europei". Sempre nello stesso anno, l'Ufficio si è espanso fino a comprendere un distaccamento a Berlino e l'ex Istituto di brevetto internazionale (International Patent Institute) a L'Aia.
Attualmente, oltre alla sede principale di Monaco di Baviera e agli uffici di Berlino e di Rijswijk, sobborgo de L'Aia, ne possiede anche a Vienna e ha un distaccamento per le Pubbliche relazioni a Bruxelles.
In aggiunta ai 28 stati membri dell'Unione europea, gli stati firmatari comprendono Albania, Islanda, Liechtenstein, Repubblica di Macedonia, Monaco, Norvegia, San Marino, Serbia, Svizzera, Turchia.

## Funzione e caratteristiche dei brevetti
L'obiettivo principale dell'Ufficio è quello di concedere i brevetti europei. Effettua ricerche ed esamina le domande brevetto europeo e applicazioni internazionali depositate ai sensi del Trattato di cooperazione in materia di brevetti.
L'Ufficio è inoltre competente per l'esame delle opposizioni legali presentate contro brevetti europei.
L'Ufficio è considerato persona giuridica.
I brevetti vengono concessi agli Stati contraenti della Convenzione di Monaco sul brevetto europeo, tramite una singola procedura che porta, tuttavia, ad un gruppo di brevetti nazionali.
Gli uffici brevetti nazionali di Belgio, Cipro, Francia, Grecia, Italia, Lussemburgo, Malta, Paesi Bassi e Turchia hanno delegato all'Ufficio Europeo la stesura delle relazioni di ricerca per le domande di brevetto nazionale.

## Presidente
L'Ufficio europeo dei brevetti è diretto da un presidente, responsabile per le sue attività al Consiglio d'amministrazione e ha i seguenti poteri:
- può adottare tutte le misure necessarie per garantire il funzionamento dell'Ufficio europeo dei brevetti, compresa l'adozione di istruzioni amministrative interne e le informazioni al pubblico;
- può presentare al Consiglio di amministrazione ogni proposta di modifica della presente Convenzione, per la regolamentazione generale, o per decisioni che rientrano nella competenza del Consiglio d'amministrazione;
- fatto salvo l'articolo 11[10], nomina i dipendenti e decide sulla loro promozione;
- esercita il potere disciplinare nei confronti dei lavoratori diversi da quelli di cui all'articolo 11, e può proporre l'azione disciplinare al Consiglio di amministrazione per quanto riguarda i dipendenti di cui all'articolo 11, paragrafi 2 e 3;
- può delegare le sue funzioni e poteri.

Deve inoltre elaborare il bilancio generale e qualsiasi bilancio rettificativo o supplementare.
Oltre a questo ruolo, è rappresentante dell'Organizzazione europea dei brevetti ed è nominato dal Consiglio d'amministrazione con maggioranza dei tre quarti dei voti degli Stati contraenti rappresentati e votanti.